# Aonghas Óg di Islay
Aonghas Óg (prima del 1296 – 1330) è stato un Lord di Islay che partecipò alle guerre di indipendenza scozzesi.

## Biografia
Era Lord di Islay, capo del Clan Donald (o MacDonald), figlio di Aonghas Mór (il Vecchio, Og significa giovane) Macdonald e di una figlia di Cailean Mór. Fu anche nipote del Donald che diede il proprio nome al clan, il quale era nipote di Somerled.
Dopo che al fratello maggiore Alasdair Og (sostenitore del Casato dei Balliol e degli inglesi) fu negata la signoria, questa fu concessa ad Aonghas Og.
Sostenne re Roberto I di Scozia, e combatté nella battaglia di Bannockburn. Il re gli concesse alcune terre, un importante passo nella crescita del Clan Donald a spese del Clan MacDougall.
Il giovane Aonghas 'Oigh', figlio più piccolo del vecchio capo Aonghas 'Mhor', fu sostenitore di re Roberto durante le guerre di indipendenza scozzese, contrariamente a quanto fatto dal fratello maggiore Alaxandair 'Oigh', alleato e cognato dei MacDougall, nemici di Roberto.
Aonghas 'Ogh' aveva già aiutato Roberto nei suoi primi giorni, quando era poco più che un fuggitivo: Aonghas lo ospitò nel suo castello di Dunaverty nell'agosto del 1306, e qui lo difese. Aonghas fu al suo fianco nell'attacco a Carrick.
Dopo aver stabilito il proprio potere, re Roberto concesse terre ad Aonghas: ad esempio divennero suoi gli edifici del fratello maggiore, compresa l'isola di Islay, e molti edifici dei MacDougall. Questo portò alla crescita del Clan Donald (una giovane branca dei Somhairle) a spese dei MacDougall (che erano gli eredi di re Somhairle).
Il fratello maggiore di Aonghas, Alaxandair 'Ogh', fu detronizzato perché MacDougall ed inglesi persero la guerra. Alaxandair 'Ogh' dovette arrendersi a re Roberto, e venne imprigionato nel castello di Dundonald, Ayrshire, dove morì. Tutte le sue proprietà passarono ad Angus 'Ogh'.
Aonghas 'Ogh' combatté, con un contingente di guerrieri delle isole, nella battaglia di Bannockburn assieme a re Roberto. Come ricompensa per il supporto del Clan Donald, re Roberto proclamò che avrebbero sempre occupato l'onorevole posizione sull'ala destra dell'esercito scozzese. Come ricompensa territoriale, il re concesse ad Aonghas la signoria di Lochabar (prima appartenuta ai Comyns), con le terre di Durrour e Glenco, e le isole di Mull, Tyree, ecc., parte del patrimonio dei MacDougall.

## Famiglia
Tra i suoi figli vi furono:
- Giovanni di Islay, prima persona ad utilizzare il titolo di Signore delle Isole,
- Iain Fraoch MacDonald, il quale fondò il Clan MacDonald di Glencoe